# Polizeiruf 110: Böse Wetter
Böse Wetter ist ein deutscher Kriminalfilm von Marco Serafini aus dem Jahr 2000. Es ist die 217. Folge innerhalb der Filmreihe Polizeiruf 110 und der 12. Fall für Schmücke und Schneider.

## Handlung
Claudia Lorenz kehrt nach Jahren in ihren Heimatort Leimerode zurück, wo ihre Ankunft in dem kleinen Ort einiges Aufsehen erregt. Insbesondere Dr. Beuse ist wenig begeistert, da sie ihn beschuldigt vor drei Jahren auf dem Totenschein ihres Großvaters falsche Angaben gemacht zu haben.
Kurz darauf werden auch die Kommissare Schmücke und Schneider in den Harz gerufen, nachdem es bei einem vermeintlichen Unwetterfall in einem eigentlich stillgelegten Stollen eine Explosion gegeben hat. Bei den Rettungsarbeiten werden drei Tote geborgen, darunter zwei männliche und eine weibliche Leiche: Claudia Lorenz. Während die Männer durch böse Wetter zu Tode gekommen sind, war Claudia Lorenz bereits tot, worauf die Würgemale an ihrem Hals weisen. Daher wird vermutet, dass die beiden Männer die Frau hier verschwinden lassen wollten. Sie hatte vor ein paar Jahren Karl Bauer, den Bruder eines der Verunglückten, mit Aids angesteckt. Die Mutter der Brüder hält es für unsinnig, ihren Sohn für einen Mörder zu halten. Ihr Kurt wollte in dem Stollen nach etwas suchen, denn er sei mit irgendwelchen Messgeräten losgezogen.
Während Kommissar Schneider in Leimerode bleibt, fährt Schmücke zurück nach Halle, wo Claudia Lorenz eine Wohnung hat. Dort war jemand eingedrungen, denn alles ist durchwühlt worden. Er lässt die Kriminaltechnikerin nach Spuren suchen und kehrt nach Leimerode zurück. Dort wurde gerade in der Arztpraxis von Dr. Beuse eingebrochen und die Krankenakten von Lorenz gestohlen. Die Sprechstundenhilfe ist Birgit Kunze und eine Freundin von Claudia Lorenz. Sie hatte vor kurzem in alten Unterlagen entdeckt, dass Claudias Großvater mit den Schmerztabletten vergiftet wurde, die deren Schwester Anita gegen ihre Rückenschmerzen verordnet bekam. Das wollte sie Claudia mitteilen und deswegen sei sie zurück nach Leimerode gekommen. Nun sind genau diese Akten angeblich gestohlen worden und Birgit Kunze verdächtigt Anita Lorenz dieser Tat. In Wirklichkeit hat sie aber selbst die Krankenblätter beiseite geschafft, da sie ein Verhältnis mit Hubert Lorenz hat und so dessen Frau als Mörderin überführen will. Anita Lorenz erklärt allerdings, dass ihr Großvater die Tabletten selber in Überdosis eingenommen hätte.
Kommissar Schneider hält den Dorfarzt Beuse für die Schlüsselfigur zur Lösung des Falls. Er findet auch Beweise dafür, dass der in Claudia Lorenz Wohnung war. Als sie ihn überführen wollen, hat er gerade in seinem Labor Selbstmord begangen und einen Abschiedsbrief hinterlassen, in dem er den Mord an Gottlieb Lorenz gesteht. Er wollte angeblich nicht, dass sich der alte Mann gegen die zukunftsweisenden Vorhaben von Hubert Lorenz stellte. Claudia Lorenz habe er im Affekt erwürgt, weil sie in den alten Geschichten graben wollte und damit alles hätte auffliegen können.
Schmücke kann am Ende jedoch Anita Lorenz des Mordes an ihrem Großvater überführen, die im Affekt auf ihre Rivalin schießen will, aber dabei Hubert Lorenz trifft, der sich schützend vor seine Geliebte stellte.

## Hintergrund
Böse Wetter wurde am 19. März 2000 im Ersten zur Hauptsendezeit erstmals ausgestrahlt. Gedreht wurde der Film in Langenstein, Derenburg, Wernigerode, der Hochschule Harz, dem Schaubergwerk Rammelsberg und in Goslar.

## Kritik
Die Kritiker der Fernsehzeitschrift TV Spielfilm vergaben die bestmögliche Wertung (Daumen nach oben). Sie fanden, „viele Figuren versacken im Klischee des Kleinstadtsumpfes. Aber die Spannung hält sich oben“ und urteilten: „Überzogener, aber fesselnder Provinzkrimi“.